# Istanbuler Kooperationsinitiative

Mitgliedsstaaten der ICI

Die Istanbuler Kooperationsinitiative (englisch Istanbul Cooperation Initiative (ICI)) wurde 2004 auf dem NATO-Gipfel in Istanbul als Ergänzung zum 1994 gegründeten Mittelmeerdialog ins Leben gerufen. Die ICI umfasst die Staaten Bahrain, Katar, Kuwait und die Vereinigten Arabischen Emirate.
Ziel ist eine Sicherheitskooperation der NATO mit Staaten des mittleren Ostens. Die ICI steht in einer Linie mit der NATO-Partnerschaft für den Frieden und dem Mittelmeerdialog (MD). Sie soll den Sicherheitsanforderungen des 21. Jahrhunderts Rechnung tragen. Die ICI steht allen interessierten Nationen des mittleren Ostens offen.
Die Haupttätigkeiten liegen in den Bereichen:
- Verhinderung der Entwicklung und Verbreitung von Massenvernichtungswaffen
- Kampf gegen den Terrorismus
- Ausbildung und Training
- Teilnahme an NATO-Übungen
- Förderung der militärischen Zusammenarbeit (Interoperabilität)
- (zivile) Katastrophen-Vorbeugung und -Bewältigung
- Unterstützung bei militärischen Reformen
- Zusammenarbeit bei der Grenzsicherung um illegalen Transfer von Drogen, Waffen und Menschen vorzubeugen

## Mitgliedsstaaten
- Bahrain
- Katar
- Kuwait
- Vereinigte Arabische Emirate